# Шаррье, Жак
Жак Шаррье (фр. Jacques Charrier, род. 6 ноября 1936, Мец, Франция) — французский актёр и кинопродюсер.

## Биография
Родился 6 ноября 1936 года в Меце. Готовился к карьере военного, однако в 1953 году он поступил в  «Школу изящных искусств»  (Страсбург), где освоил профессию керамиста.  В 1956 году  профессор Консерватории Монпелье предложил ему роль Фредерика  по произведению Альфонса Доде. Успех подтолкнул отправиться в Париж в возрасте 20 лет, там Жак поступил в «ENSATT: Высшую Национальную школу прикладных наук и технологий».  Чтобы не участвовать в войне в Алжире, симулировал нервное расстройство, затем и в самом деле оказался в психиатрической лечебнице (вскрыл себе вены, находясь в казарме).
В 1958 году стал актёром театра «Комеди Франсез», после работал в театре Монпарнас.
Дебютировал в кино в фильме «Судебная полиция» (1958) Мориса де Канона. Затем исполнил роль Боба Летелье в картине Марселя Карне «Обманщики».
Популярность Жаку принесла главная роль в комедии Кристиана-Жака  «Бабетта идет на войну» (1959), где он сыграл в дуэте с Бриджит Бардо.
Работал с Андре Кайатом, Аньес Варда, Клодом Шабролем, Мишелем Девилем.
К началу 1970-х годов карьера Шаррье пошла на спад, и он решил заняться продюсированием. Работал с Жаном-Клодом Бриали, выступал как продюсер в фильме Хельвио Сабо «Дождь в Сантьяго» (1975). Окончательно ушёл из кино в 1983 году.
В 1980 году он вернулся в «Школу изящных искусств», на этот раз в Париже, и  занялся живописью. Впоследствии регулярно выставлялся между Парижем и Сан-Франциско.
С 1997 года он живёт в Париже. В том же году Жак Шаррье опубликовал книгу «Мой ответ Бриджит Бардо»(Ma réponse à Brigitte Bardot) под редакцией Мишеля Лафона.

## Личная жизнь
На съемках фильма «Бабетта идет на войну» (1959)  Жак знакомится с Брижит Бардо, они поженились 18 июня 1959 года — сразу по окончании съемок над фильмом. 11 января 1960 года у них родился сын Николя-Жак Шаррье — единственный ребёнок Брижит.  30 января 1963 года Жак Шаррье развелся с Брижит Бардо, и получил право опеки над ребёнком, которого воспитывал со своей новой женой Франс Луи-Дрейфус, от брака с которой у него две дочери: Софи и Мари.
Третьей женой Жака стала Линда, в браке с которой родилась третья дочь — Розалия (1995). В настоящее время Шаррье женат (с 2009 года) на японском фотографе Макико.

## Фильмография

### Актер
- 1958 — Обманщики / Les Tricheurs — Боб Летелье
- 1959 — Бабетта идет на войну / Babette s'en va-t-en guerre — Жерар де Креси
- 1959 — Кадрящие / Les Dragueures — Фредди
- 1960 — Горячая рука / La main chaude — Мишель
- 1961 — Прекрасная американка / La Belle Americaine
- 1962 — Семь смертных грехов / Les Sept péchés capitaux — Антуан
- 1962 — Око лукавого / L'Œil du malin —  Альбан Мерсье
- 1963 — Из-за, из-за женщины / À cause, à cause d'une femme — Реми Ферте
- 1963 — Кармен 63 / Carmen di Trastevere
- 1964— Франсуаза, или Супружеская жизнь / Françoise ou La vie conjugale — Жан-Марк Дюброй
- 1964 — Жан Марк или супружеская жизнь / Jean-Marc ou La vie conjugale — Жан-Марк Дюброй
- 1964 — Мари Солей / Marie Soleil — Аксель
- 1966 — Карьера / À belles dents — Жан-Лу Коста
- 1966 — Создания / Les Créatures — Рене де Монтьён (в титрах не указан)
- 1967 — Древнейшая профессия в мире / Le plus vieux métier du monde — Ник / Джон Деметрий
- 1969 — Сирокко / Sirokkó —  Марко
- 1972 — Солнца острова Пасхи / Le Viager — Алан

### Продюсер
- 1969 — Сирокко / Sirokkó
- 1972 — Шиповник / Églantine
- 1975 — В Сантьяго идет дождь / Il pleut sur Santiago